# Dievs, svētī Latviju
Dievs, Sveti Latviju (español: Dios bendiga a Letonia) es el himno nacional de Letonia. Compuesto por Kārlis Baumanis en 1873 y adoptado oficialmente como himno en 1920.
Este himno fue prohibido de 1945 a 1990 cuando Letonia formaba parte de la Unión Soviética. El himno se readoptó el 16 de febrero de 1990, meses antes de que Letonia proclamara su independencia.

## Letra

### En Letón
Dievs, svētī Latviju,

Mūs' dārgo tēviju,

Svētī jel Latviju,

Ak, svētī jel to! (Bis)
Kur latvju meitas zied,

Kur latvju dēli dzied,

Laid mums tur laimē diet,

Mūs' Latvijā! (Bis)

### En español
Dios, bendice a Letonia

Nuestra querida patria

Bendice a Letonia

¡Oh! Bendícela (Bis)
Donde las hijas de Letonia florezcan,

Donde los hijos de Letonia canten,

Vamos a bailar felices aquí,

¡En nuestra Letonia! (Bis)